# رييس ماروتو
رييس ماروتو (من مواليد 19 ديسمبر 1973) خبيرة اقتصادية وسياسية إسبانية، شغلت منصب وزير الصناعة والتجارة والسياحة في حكومة رئيس الوزراء بيدرو سانشيز منذ عام 2018.

## الجدل
في 26 أبريل 2021 تلقت رييس ماروتو مظروفًا به شفرة أو سكين ملطخة بالدماء، بعد أيام من استلام وزير الداخلية فرناندو غراندي مارلاسكا والنائب الثاني لرئيس الوزراء السابق بابلو إغليسياس ومديرة الحرس المدني ماريا جاميز أظرفًا بها طلقات نارية بداخلها.
عندما بدأ بركان كومبر فيجا في لا بالما بالثوران في 19 سبتمبر 2021 أعلنت رييس ماروتو أن الثوران في لا بالما يمكن استخدامه كمنطقة جذب سياحي لجذب الزوار. تسببت تعليقاتها في انتقادات واسعة النطاق، لأن بركان كومبر فيجا مليء بالعديد من المنازل والمباني العامة والشركات التي بدأت في التدمير بسبب تدفقات الحمم البركانية. في وقت لاحق وبسبب الانتقادات المتزايدة بما في ذلك من السياسيين المعارضين تراجعت رييس ماروتو عن كلماتها.